# Филиппов, Георгий Николаевич
Георгий Николаевич Филиппов (1902—1978) — советский военачальник, участник Великой Отечественной войны. Генерал-лейтенант (1955). Герой Советского Союза (1943).
Отличился в ходе Сталинградской битвы в 1942 году, когда командовал 14-й мотострелковой бригадой 26-го танкового корпуса 5-й танковой армии Юго-Западного фронта.

## Молодость и довоенная служба
Родился 23 декабря 1902 года в Петербурге. Русский. 
Его мать Чемадурова Екатерина Терентьевна  (1982-1966) была дочерью личного камердинера Николая II Терентия Ивановича Чемадурова (1849-1919). Его отец Николай Филиппов работал поваром у Матильды Ксешинской. Георгий был старшим из троих детей Екатерины Терентьевны. Она ушла от мужа и зарабатывала  на жизнь, выступая в "живых картинах" под именем "девица Чемадурова". С гастролями  Екатерина Терентьевна с детьми приехала в Тифлис, где вышла замуж за Матинова Михаила Васильевича (1891-1968).
Получил среднее образование: окончил 3 класса высшего начального городского училища в Тифлисе в 1916 году.
В Красной Армии с мая 1922 года. Был призван на срочную службу и направлен в войска ВЧК, служил писарем 2-го стрелкового полка Грузинской ЧК, затем — писарем 22-го стрелкового полка Закавказской ЧК. В декабре 1922 года направлен в штрафную роту Отдельной Кавказской армии (обстоятельства проступка не известны). В мае 1923 года освобождён и уволен в запас.
Вторично призван в РККА в октябре 1923 года. В 1925 году окончил 2-ю Московскую пехотную школу комсостава РККА имени М. Ю. Ашенбреннера. С августа 1925 по июль 1930 года служил в 60-м стрелковом полку Ленинградского военного округа: командир взвода, с октября 1926 — командир роты. В мае 1933 года окончил Военную академию РККА им. М. В. Фрунзе. С мая 1933 года служил помощником начальника 1-й (оперативной) части штаба 94-й стрелковой дивизии в ОКДВА на Дальнем Востоке, с марта 1935 — помощником начальника отделения оперативного отдела штаба ОКДВА, с мая 1936 года — помощником начальника 2-го отдела штаба ОКДВА, с августа 1938 — начальником отделения штаба 2-й Краснознамённой армии. Член ВКП(б)/КПСС с 1928 года.
С июля 1939 года — командир 100-го стрелкового полка (затем переименован в 83-й стрелковый полк) 34-й стрелковой дивизии в этой армии. В январе 1942 года назначен начальником отдела боевой подготовки штаба 15-й армии Дальневосточного фронта. В мае 1942 года был вызван в Москву в Главное управление кадров Наркомата обороны СССР и после кратковременного пребывания в резерве в августе того же года назначен командиром 14-й мотострелковой бригады, которая формировалась в Московском военном округе. В сентябре 1942 года бригада в составе 26-го танкового корпуса прибыла на фронт. 

## Великая Отечественная война
Участник Великой Отечественной войны с сентября 1942 года. Командир 14-й мотострелковой бригады (26-й танковый корпус, 5-я танковая армия, Юго-Западный фронт) подполковник Георгий Филиппов отличился в ходе контрнаступления под Сталинградом. В первый день советского наступления, 19 ноября 1942 года, его бригада совместно с 124-й стрелковой дивизией прорвала оборону румынских войск в районе Верхне-Фоминского и двинулась по тылам противника к городу Калач-на-Дону. 22 ноября танкисты вышли к Калачу. Для захвата переправы через Дон командир 26-го танкового корпуса генерал Родин А. Г. выслал вперёд отряд в составе пяти танков и бронемашины с двумя ротами мотострелков под командованием подполковника Филиппова. Танки шли к мосту открыто, с зажжёнными фарами, чем обманули охрану моста. Быстро смяв вражеский заслон, советские бойцы заняли круговую оборону. В течение дня они отразили несколько контратак противника и удержали мост до подхода 19-й танковой бригады. Захват исправного моста обеспечил быстрое преодоление реки Дон соединениями 4-го танкового корпуса, который замкнул кольцо окружения немецких войск под Сталинградом. Всего же в этой операции с 19 по 27 ноября, бойцы 14-й мотострелковой бригады прошли с боями свыше 150 километров, уничтожили до 2 500 немецких и румынских солдат, 3 танка, 80 автомашин, 355 конных повозок и 4 самолёта. Захвачены свыше 2 000 пленных, свыше 500 автомашин и 570 артиллерийских и зенитных орудий разных калибров.
Занимавший в этот период должность начальника оперативного отдела штаба Юго-Западного фронта С. П. Иванов в своих воспоминаниях так отзывался о подвиге Филиппова и Филиппенко:

Два этих офицера почти с одинаковыми фамилиями — русский и украинец — своими действиями сохранили жизни сотен, а может быть и тысяч, своих соратников, которым пришлось бы пожертвовать собой, если бы овладение переправой вылилось в затяжное сражение.

За проявленные в этих боях мужество, героизм и находчивость указом Президиума Верховного Совета СССР от 14 февраля 1943 года подполковнику Филиппову Г. Н. было присвоено звание Героя Советского Союза.
14-я мотострелковая бригада приказом наркома обороны СССР  от 18 декабря 1942 года была преобразована в 1-ю гвардейскую отдельную мотострелковую бригаду. Г. Н. Филиппов командовал бригадой до сентября 1944 года. Всё это время бригада входила в состав 1-го гвардейского танкового корпуса, и сражалась на Юго-Западном, Брянском, Белорусском и 1-м Белорусском фронтах. Участвовал в Миллерово-Ворошиловградской наступательной операции, в Харьковской оборонительной операции, в Орловской наступательной операции, в Гомельско-Речицкой, Калинковичско-Мозырской, Бобруйской, Минской наступательных операций, а также в ходе наступления на барановичско-брестском направлении.
За подвиги при форсировании реки Нарев в сентябре 1944 года и при обороне захваченного плацдарма был представлен к званию дважды Героя Советского Союза, но командующим бронетанковыми и механизированными войсками 1-го Белорусского фронта награда была заменена на орден Ленина.
С сентября 1944 года генерал-майор танковых войск Филиппов Г. Н. — заместитель командира 4-го механизированного корпуса, а с ноября 1944 года — на такой же должности в 1-м танковом корпусе. В составе войск 3-го Белорусского фронта участвовал в Восточно-Прусской наступательной операции.
В Ленинградскую блокаду погибли 9 человек родственников Г.Н., в том числе оба его брата. Ему удалось вывезти из осажденного Ленинграда мать и дочь. Жена Г. Н. Анастасия Терентьевна всю войну прошла вместе с мужем.  За голову  Филиппова немецкое командование предлагало большое вознаграждение, потому что он не брал пленных, мстя за погибших в Ленинграде родных.

## Послевоенная служба
После войны военачальник продолжал службу в Советской Армии. С сентября 1945 года, после расформирования корпуса, находится в распоряжении командующего бронетанковыми и механизированными войсками РККА, выполняя его поручения по инспекции войск. С марта по август 1946 года — командир 2-й гвардейской механизированной дивизии. С декабря 1946 — командир 8-й учебной танковой бригады. С апреля 1947 по июнь 1950 года — командир 27-го гвардейского кадрового механизированного полка в 7-й отдельной кадровой танковой дивизии (Северная группа войск, Польша, Румыния).
В 1951 году окончил Высшие академические курсы при Высшей военной академии имени К. Е. Ворошилова. С августа 1951 года — командир 37-й гвардейской механизированной дивизии (Ленинградский военный округ). С июня 1954 года — командир 4-го гвардейского стрелкового корпуса (в июне 1957 года преобразован в 4-й гвардейский армейский корпус), также в Ленинградском ВО. С октября 1957 года занимал пост заместителя командующего войсками Ленинградского военного округа — начальника управления боевой подготовки штаба округа. 
С июня 1959 года генерал-лейтенант Филиппов Г. Н. — в отставке. Жил в Ленинграде.
Умер 7 апреля 1978 года, похоронен на Северном кладбище (Старый участок).

## Воинские звания
- Капитан (1936)
- Майор (12.03.1942)
- Подполковник (12.03.1942)
- Полковник (5.02.1943)
- Генерал-майор танковых войск (11.03.1944)
- Генерал-лейтенант (8.08.1955)

## Награды
- Указом Президиума Верховного Совета СССР от 14 февраля 1943 года за умелое командование мотострелковой бригадой, образцовое выполнение боевых заданий командования на фронте борьбы с немецко-фашистским захватчиками и проявленные при этом мужество и героизм подполковнику Филиппову Георгию Николаевичу присвоено звание Героя Советского Союза с вручением ордена Ленина и медали «Золотая Звезда» (№ 903)[5][6].
- 3 ордена Ленина (14.02.1943, 6.04.1945, 6.11.1947)
- 3 ордена Красного Знамени (16.07.1944, 3.11.1944, 21.08.1953)
- орден Суворова 2-й степени (19.04.1945)
- 2 ордена Кутузова 2-й степени (4.06.1944)
- медаль «За оборону Сталинграда» (1942)
- медаль «За взятие Кенигсберга» (1945)
- другие медали
- Почётный гражданин города Калач-на-Дону[7].